# Distritos do Gana
Os Distritos do Gana foram reorganizados em 1988/1989 numa tentativa de descentralizar o governo e para combater a corrupção galopante entre os altos funcionários. A reforma dos finais dos anos 1980 dividiram as regiões do Gana em 110 distritos, assembleias distritais locais onde deveria lidar com a administração local. Ao longo dos anos, mais 28 distritos foram criados através da divisão de alguns dos originais 110. Como de 2006, existiam 138 distritos no Gana.

## Região Ashanti

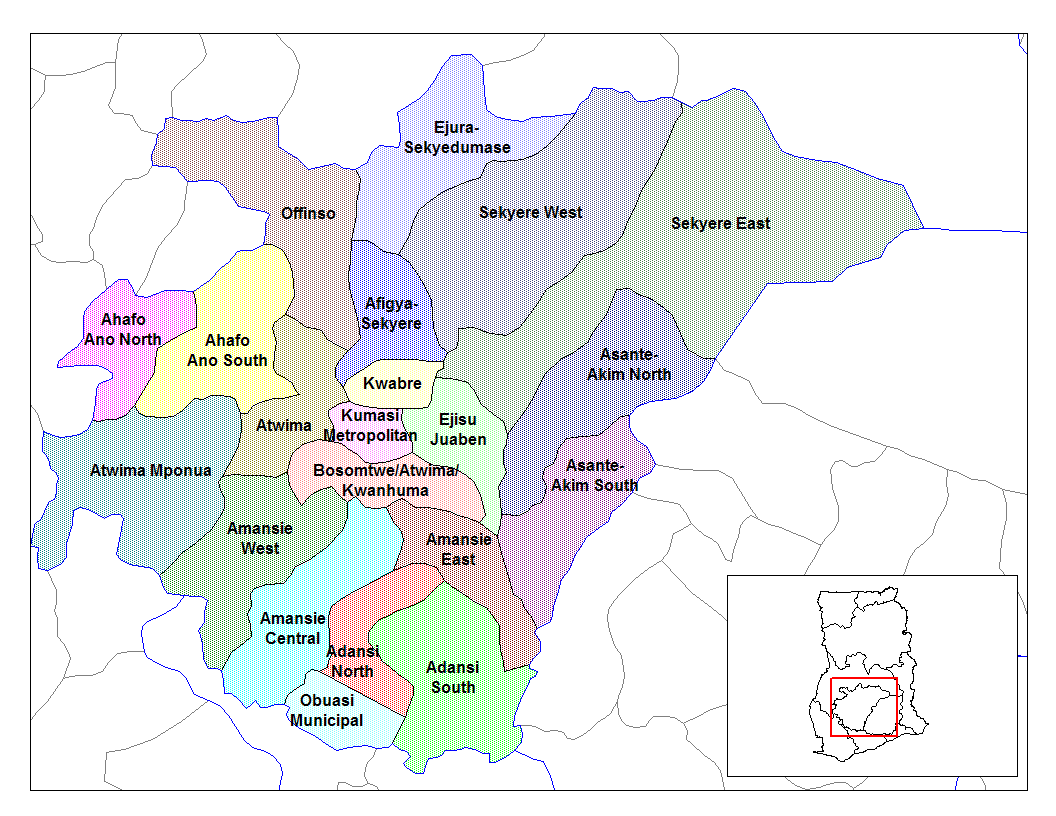
Distritos de Ashanti.

A Região Ashanti do Gana contém os seguintes 21 distritos:
- Adansi (distrito)
- Afigya-Sekyere (distrito)
- Ahafo Ano (distrito)
- Amansie (distrito)
- Asante Akim (distrito)
- Atwima (distrito)
- Botsomtwe/Atwima/Kwanhuma (distrito)
- Ejisu-Juaben (distrito)
- Ejura/Sekyedumase (distrito)
- Kumasi Metropolitana (distrito)
- Kwabre (distrito)
- Obuasi Municipal (distrito)
- Offinso (distrito)
- Sekyere (distrito)

## Região Brong Ahafo

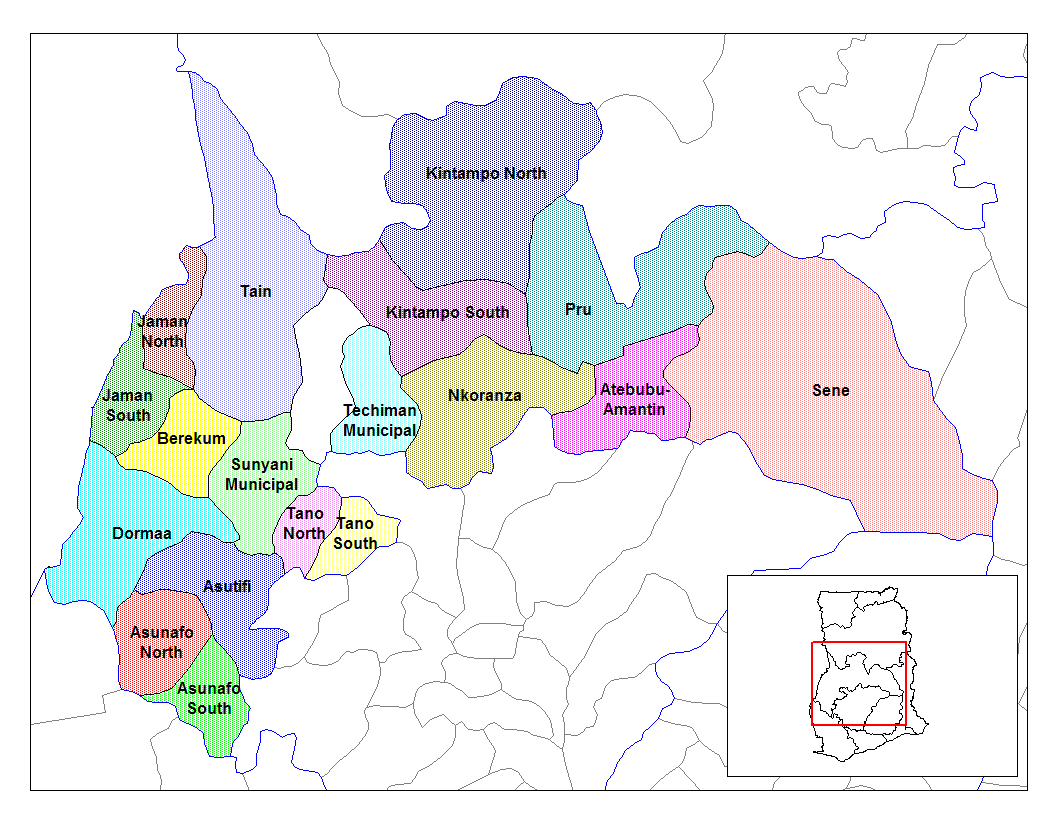
Distritos de Brong Ahafo do Gana.

A Região Brong Ahafo do Gana contém os seguintes 19 distritos:
- Asunafo (distrito)
- Asutifi (distrito)
- Atebubu-Amantin (distrito)
- Berekum (distrito)
- Dormaa (distrito)
- Jaman Norte (distrito)
- Jaman Sul (distrito)
- Kintampo Norte (distrito)
- Kintampo Sul (distrito)
- Nkoranza (distrito)
- Pru (distrito)
- Sene (distrito)
- Sunyani (distrito)
- Tain (distrito)
- Tano Norte (distrito)
- Tano Sul (distrito)
- Techiman Municipal (distrito)
- Wenchi (distrito)

## Região Central

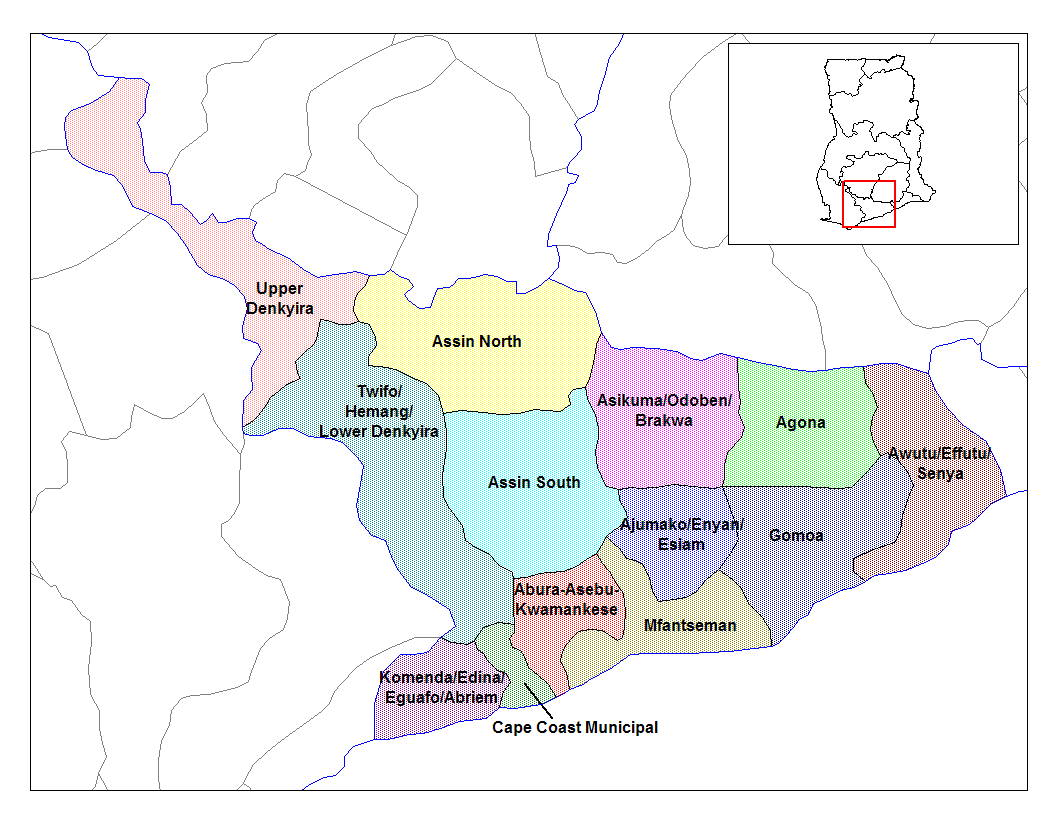
Distritos da Central do Gana.

A Região Central do Gana contém os seguintes 13 distritos:
- Abura/Asebu/Kwamankese (distrito)
- Agona (distrito)
- Ajumako/Enyan/Essiam (distrito)
- Asikuma/Odoben/Brakwa (distrito)
- Assin Norte (distrito)
- Assin Sul (distrito)
- Awutu/Effutu/Senya (distrito)
- Cape Coast Municipal (distrito)
- Gomoa (distrito)
- Komenda/Edina/Eguafo/Abirem (distrito)
- Mfantsiman (distrito)
- Twifo/Heman/Lower Denkyira (distrito)
- Upper Denkyira (distrito)

## Região Eastern

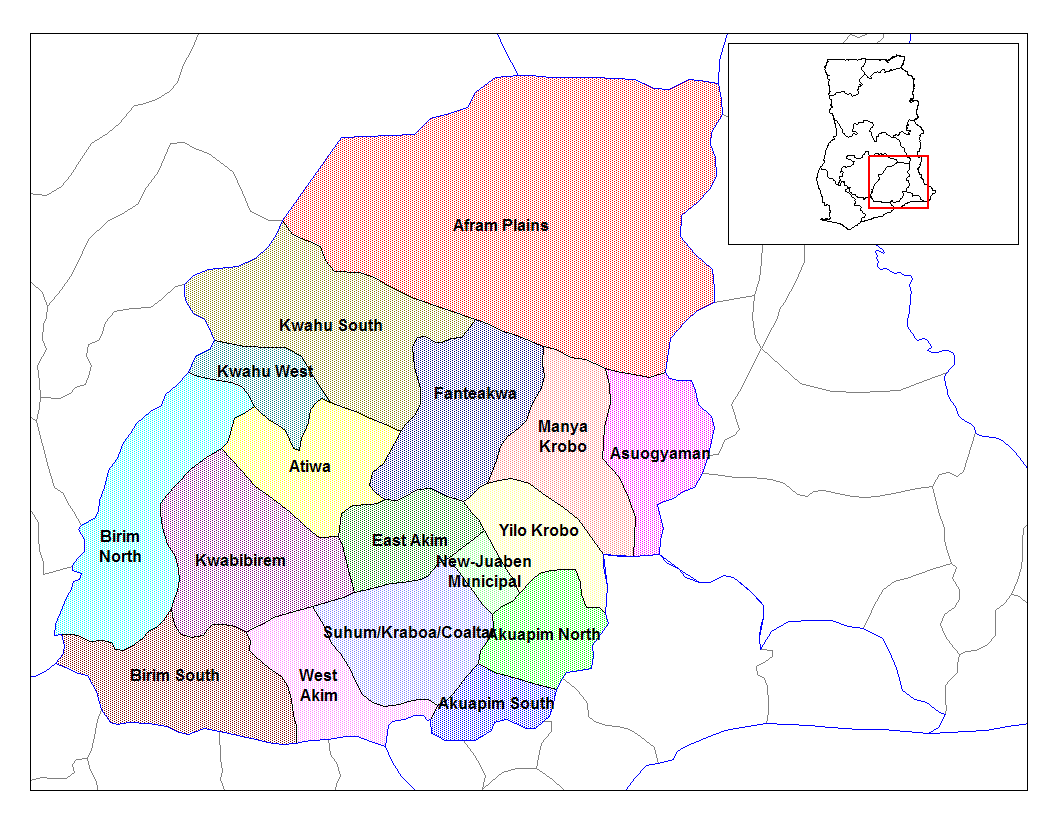
Distritos do Leste do Gana.

A Região Leste do Gana contém os seguintes 17 distritos:
- Afram Plains (distrito)
- Akuapim Norte (distrito)
- Akuapim Sul (distrito)
- Asuogyaman (distrito)
- Atiwa (distrito)
- Birim Norte (distrito)
- Birim Sul (distrito)
- East Akim (distrito)
- Fanteakwa (distrito)
- Kwaebibirem (distrito)
- Kwahu Sul (distrito)
- Kwahu Oeste (distrito)
- Manya Krobo (distrito)
- New-Juaben Municipal (distrito)
- Suhum/Kraboa/Coaltar (distrito)
- West Akim (distrito)
- Yilo Krobo (distrito)

## Região Greater Accra

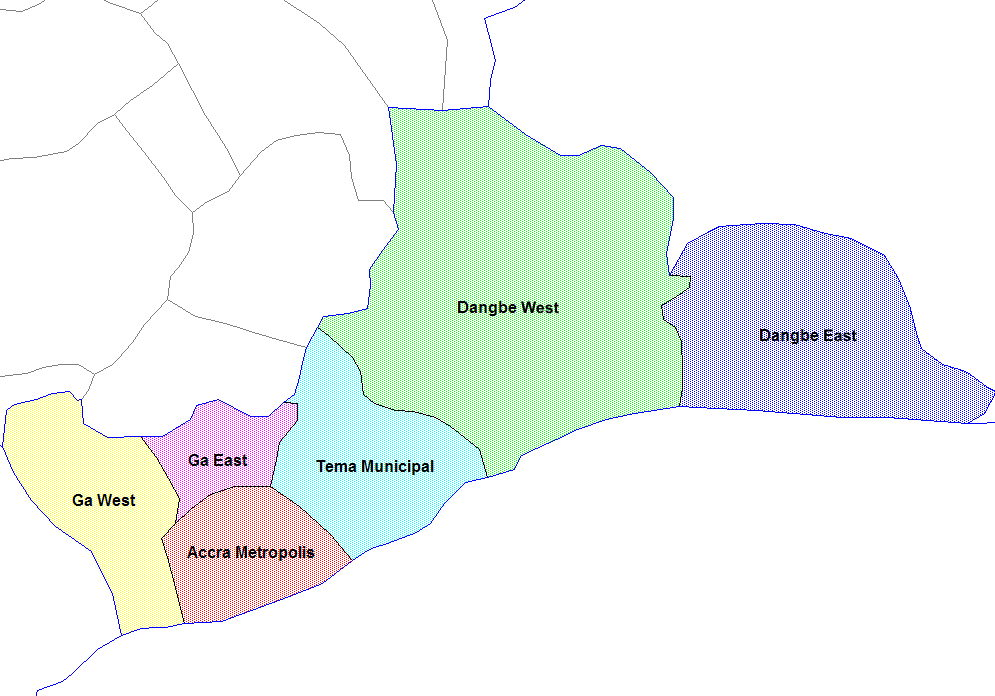
Distritos do Greater Accra do Gana.

A Região Greater Accra do Gana contém os seguintes 6 distritoscts:
- Accra Metropolis (distrito)
- Dangme Leste (distrito)
- Dangme Oeste (distrito)
- Ga Leste (distrito)
- Ga Oeste (distrito)
- Tema Municipal (distrito)

## Região Northern

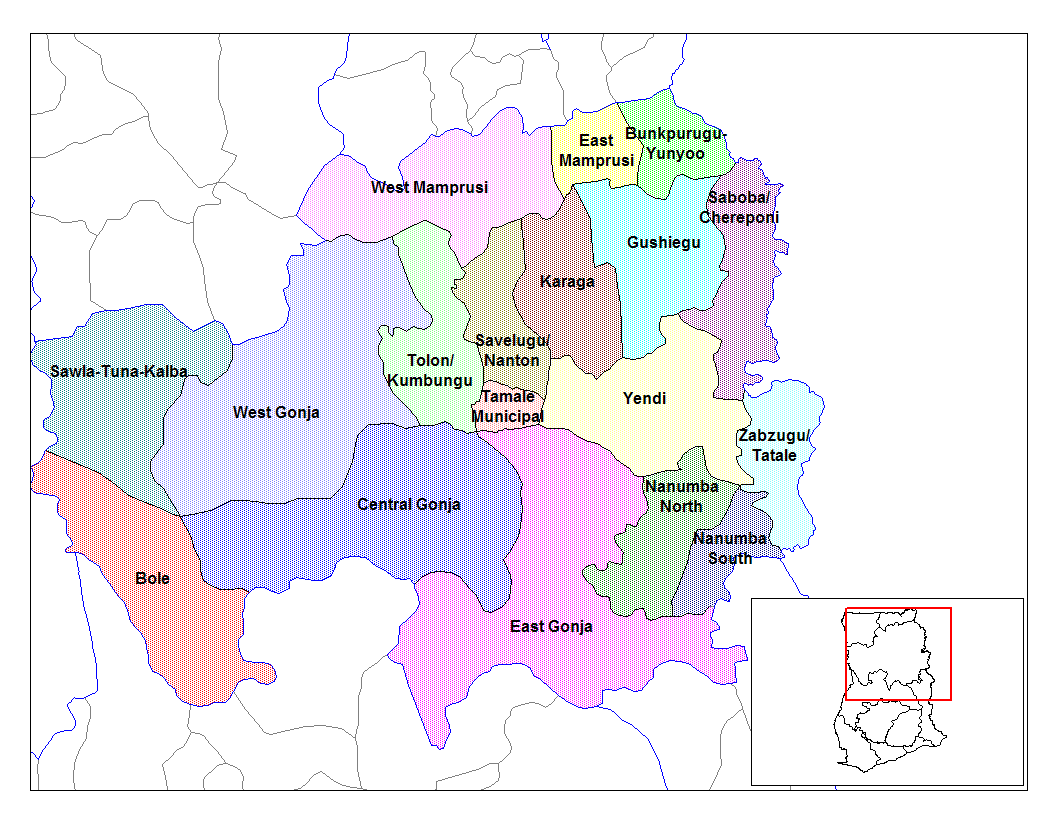
Distritos do Norte do Gana.

A Região Norte do Gana contém os seguintes 18 distritos:
- Bole (distrito)
- Bunkpurugu-Yunyoo (distrito)
- Central Gonja (distrito)
- East Gonja (distrito)
- East Mamprusi (distrito)
- Gushiegu (distrito)
- Karaga (distrito)
- Nanumba Norte (distrito)
- Nanumba Sul (distrito)
- Saboba/Chereponi (distrito)
- Savelugu/Nanton (distrito)
- Sawla-Tuna-Kalba (distrito)
- Tamale Municipal (distrito)
- Tolon/Kumbungu (distrito)
- West Gonja (distrito)
- West Mamprusi (distrito)
- Yendi (distrito)
- Zabzugu/Tatale (distrito)

## Região Upper East

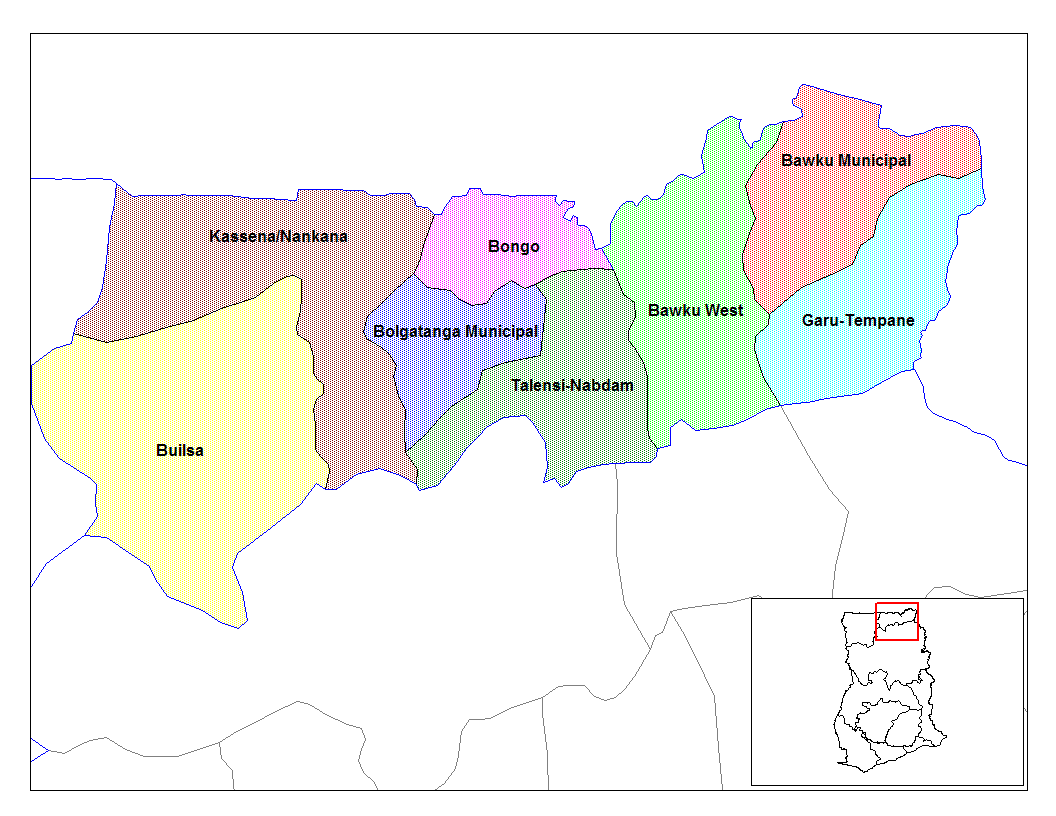
Distritos do Upper East do Gana.

A Região Upper East do Gana contém os seguintes 8 distritos:
- Bawku Municipal (distrito)
- Bawku Oeste (distrito)
- Bolgatanga Municipal (distrito)
- Bongo (distrito)
- Builsa (distrito)
- Garu-Tempane (distrito)
- Kassena/Nankana (distrito)
- Talensi-Nabdam (distrito)

## Região Upper West

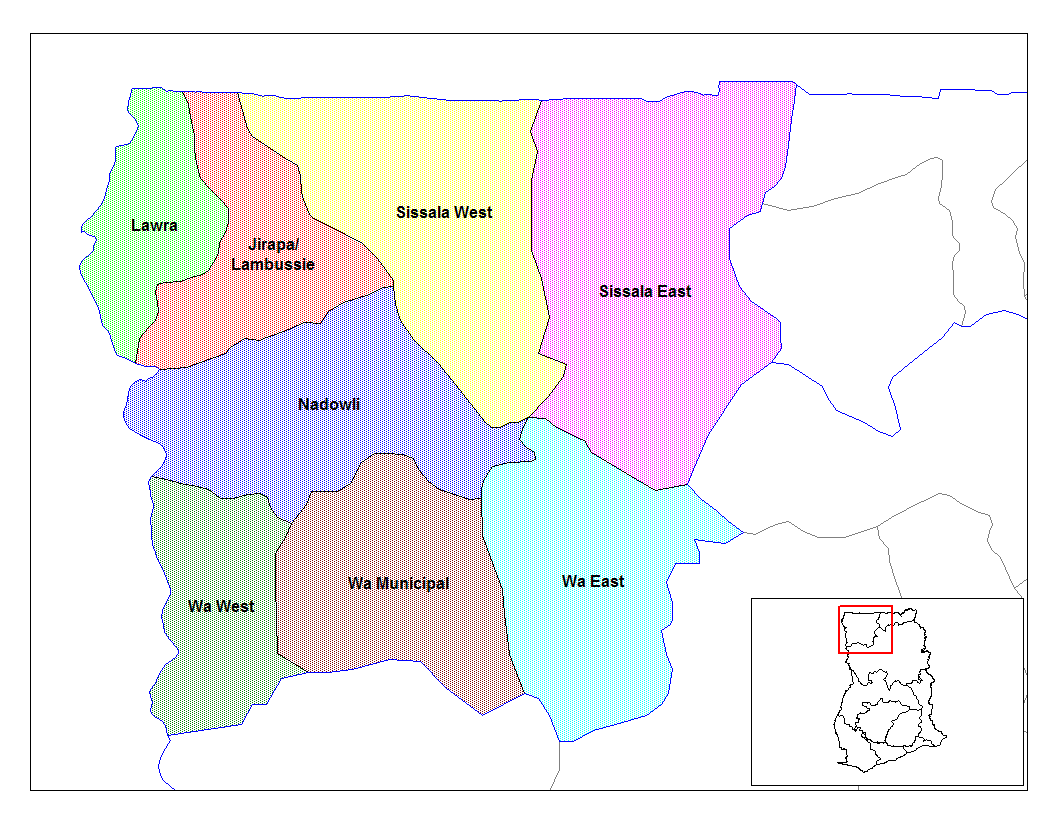
Distritos do Upper West do Gana.

A Região Upper West do Gana contém os seguintes 8 distritos:
- Jirapa/Lambussie
- Lawra
- Nadowli
- Sissala Oriental
- Sissala Ocidental
- Wa Oriental
- Wa Municipal
- Wa Ocidental

## Região do Volta

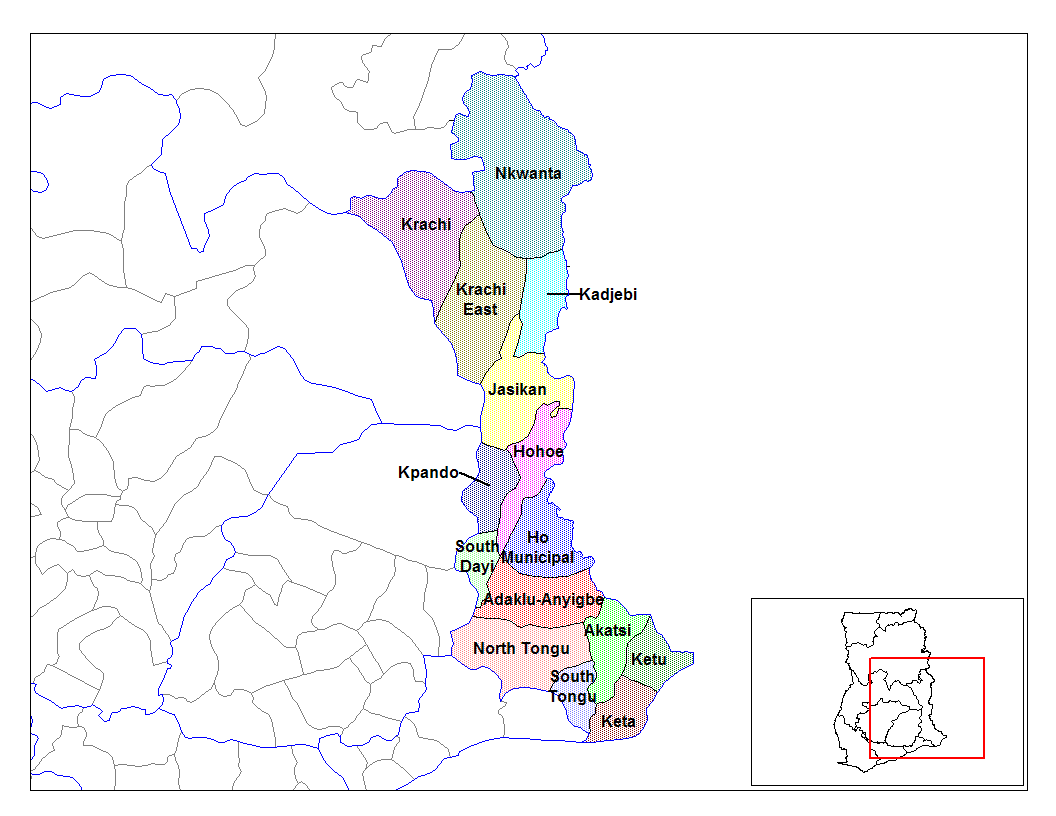
Distritos do Volta.

A Região do Volta do Gana contém os seguintes 15 distritos:
- Adaklu-Anyigbe (distrito)
- Akatsi (distrito)
- Ho Municipal (distrito)
- Hohoe (distrito)
- Jasikan (distrito)
- Kadjebi (distrito)
- Keta (distrito)
- Ketu (distrito)
- Kpando (distrito)
- Krachi (distrito)
- Krachi Leste (distrito)
- Nkwanta (distrito)
- Tongu Norte (distrito)
- Dayi Sul (distrito)
- Tongu Sul (distrito)

## Região Western

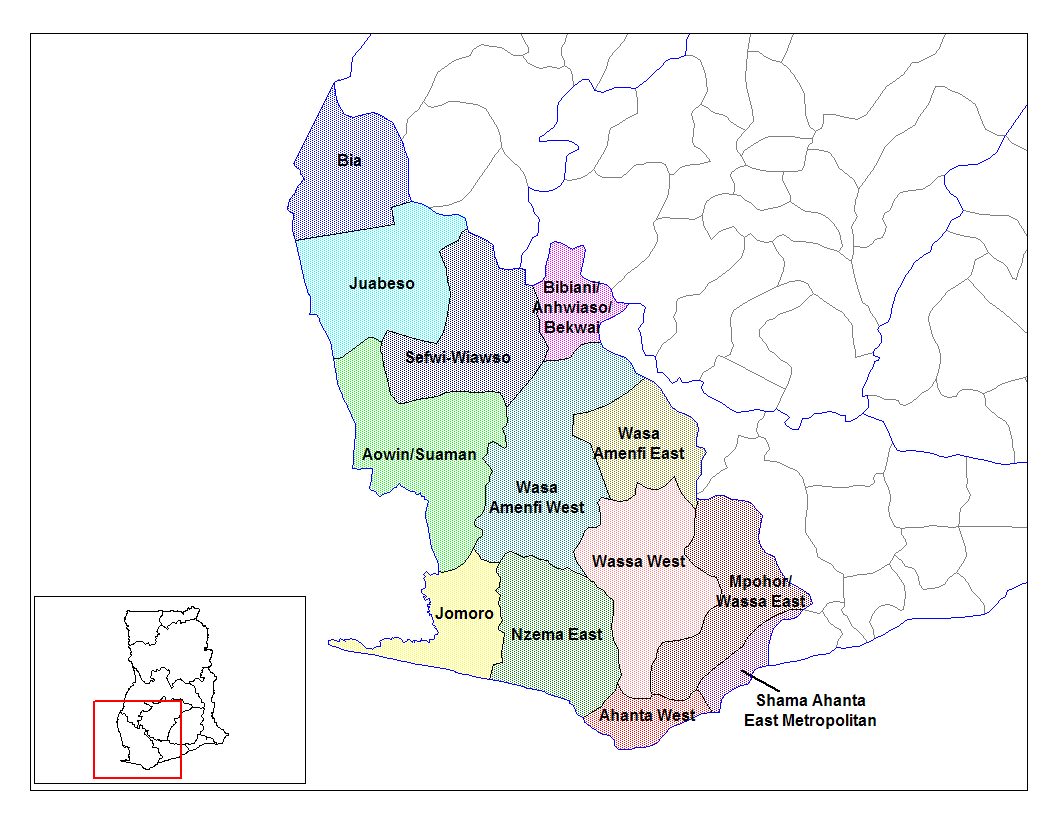
Distritos do Oeste do Gana.

A Região Oeste do Gana contém os seguintes 13 distritos:
- Ahanta Oeste (distrito)
- Aowin/Suaman (distrito)
- Bia (distrito)
- Bibiani/Anhwiaso/Bekwai (distrito)
- Jomoro (distrito)
- Juabeso (distrito)
- Mpohor/Wassa Leste (distrito)
- Nzema Leste (distrito)
- Sefwi-Wiawso (distrito)
- Shama Ahanta Leste Metropolitana (distrito)
- Wasa Amenfi Leste (distrito)
- Wasa Amenfi Oeste (distrito)
- Wassa Oeste (distrito)